# Mozga osobliwa
Mozga osobliwa (Phalaris paradoxa L.) – gatunek rośliny zielnej z rodziny wiechlinowatych. Występuje jako gatunek rodzimy w krajach basenu Morza Śródziemnego oraz południowo-zachodniej Azji, a jako gatunek obcy także w środkowej Europie, Ameryce Północnej i Południowej, w południowej Afryce, we wschodniej Azji oraz w Australii.  W Polsce dziczeje przejściowo (jest efemerofitem).